# Prieuré de Flers-en-Escrebieux
Le prieuré de Flers-en-Escrebieux ou Flersium était un prieuré de chanoines réguliers qui dépendait de l'abbaye Saint-Vincent de Senlis en 1132.

## Historique
- Les évêques d'Arras Robert, Alvise et Godescale concédé ou confirmé l'église de Flers à l'abbaye Saint-Vincent de Senlis respectivement en 1132, 1138 et 1159.
- Au XVe siècle la guerre chassa les moines de Saint-Vincent et les biens et revenus échurent tantôt à l'abbaye d'Arrouaise, tantôt à l'abbaye cistercienne de Loos ou à l'abbaye du mont Saint-Éloi.

## Hydrologie
- à proximité de l'Escrebieux.